# FC Saburtalo Tbilisi
FC Saburtalo (georgiană საფეხბურთო კლუბი საბურთალო; saburtalo tbilissi) este un club profesionist de fotbal cu sediul în Tbilisi, Georgia. Clubul activează în Erovnuli Liga, prima ligă a fotbalului georgian.

## Istoric
Clubul a fost înființat la data de 20 august 1999. În anul 2005 clubul este cumpărat de Iberia Business Group. Proprietarul acestuia, Tariel Khechikashvili, va deveni ulterior Ministru al Tineretului și al Sportului din Georgia. Până în anul 2013, clubul evoluează în anonimatul ligilor regionale, apărând în prim-plan în vara lui 2013, odată cu promovarea în liga secundă din Georgia.
FC Saburtalo are una dintre cele mai bune academii de fotbal din țară, oferind tineri jucători tuturor selecționatelor naționale.

## Rezultate în ligă și cupă
În sezonul 2011-2012 a câștigat Liga e Parë (divizia a doua din Kosovo) și a promovat în Superliga.
| Sezon   | Ligă | Ligă | Ligă | Ligă | Ligă | Ligă | Ligă | Ligă | Ligă | Cupa                    |
| ------- | ---- | ---- | ---- | ---- | ---- | ---- | ---- | ---- | ---- | ----------------------- |
| Sezon   | Div  | Poz  | M    | V    | E    | Î    | GM   | GP   | P    | Cupa                    |
| 2013-14 | II B | 8    | 26   | 9    | 5    | 12   | 38   | 34   | 32   |                         |
| 2014-15 | II A | 1    | 36   | 28   | 3    | 5    | 92   | 25   | 87   | șaisprezecimi de finală |
| 2015-16 | I    | 9    | 30   | 11   | 6    | 13   | 47   | 61   | 39   | șaisprezecimi de finală |
| 2016    | I B  | 5-6  | 12   | 5    | 4    | 3    | 17   | 12   | 19   | șaisprezecimi de finală |
| 2017    | I    | 4    | 36   | 18   | 6    | 12   | 61   | 42   | 60   | Turul IV                |
| 2018    | I    | 1    | 36   | 24   | 7    | 5    | 64   | 29   | 79   | Turul III               |

## Supercupa
FC Saburtalo Tbilisi a disputat meciul de supercupă din sezonul 2018 în calitate de câștigătoare a campionatului, pe care l-a pierdut cu scorul de 1–0 în fața câștigătoarei Cupei Georgiei, FC Torpedo Kutaisi.

## Meciuri în cupele europene
| Sezon     | Competiția       | Etapa         | Adversar            | Turul I | Turul II |
| --------- | ---------------- | ------------- | ------------------- | ------- | -------- |
| 2019-2020 | Liga Campionilor | calificări Q1 | FC Sheriff Tiraspol | 0:3     | 1:3      |
| 2019-2020 | Liga Campionilor | calificări Q2 | GNK Dinamo Zagreb   | -       | -        |